# 1. SNHL 1988/89
Die Saison 1988/89 der 1. Slovenská národná hokejová liga (kurz 1. SNHL; deutsch: 1. Slowakische Nationale Eishockeyliga) war die 20. Austragung der geteilten zweiten Eishockey-Spielklasse der Tschechoslowakei. Meister der Liga wurde Partizán Liptovský Mikuláš, der zusammen mit dem Vizemeister Plastika Nitra an der Qualifikation zur 1. Liga teilnahm. Da keiner der beiden Vereine den Aufstieg in diese erreichte, stiegen ZŤS Martin und ZVL Skalica als Tabellenletzte in die drittklassige 2. SNHL ab. Aufsteiger aus der drittklassigen 2. SNHL wurde Štart Spišská Nová Ves.

## Modus
Der Spielmodus sah zwei Doppelrunden à 22 Spielen pro Mannschaft vor, d. h. je zwei Heim- und Auswärtsspiele gegen jeden anderen Teilnehmer. Die Gesamtanzahl der Spiele pro Mannschaft betrug damit in der Saison 44 Spiele. Anschließend qualifizierten sich der Tabellenerste und -zweite für die 1. Liga-Qualifikation. Je nach Zahl der Auf- und Absteiger mussten 1 bis 2 Mannschaften aus der 1. SNHL in die 2. SNHL absteigen.

## Tabelle
|     | Klub                           | Sp | S  | U  | N  | Torv.   | Punkte |
| --- | ------------------------------ | -- | -- | -- | -- | ------- | ------ |
| 1.  | Partizán Liptovský Mikuláš     | 44 | 29 | 8  | 7  | 186:124 | 66     |
| 2.  | Plastika Nitra                 | 44 | 30 | 3  | 11 | 208:144 | 63     |
| 3.  | Spartak ZŤS Dubnica nad Váhom  | 44 | 29 | 4  | 11 | 189:115 | 62     |
| 4.  | VTJ Topoľčany                  | 44 | 22 | 9  | 13 | 177:141 | 53     |
| 5.  | PS Poprad                      | 44 | 19 | 9  | 16 | 189:162 | 47     |
| 6.  | VTJ Michalovce                 | 44 | 19 | 9  | 16 | 160:142 | 47     |
| 7.  | ZPA Prešov                     | 44 | 20 | 3  | 21 | 169:185 | 43     |
| 8.  | Iskra Smrečina Banská Bystrica | 44 | 16 | 7  | 21 | 145:167 | 39     |
| 9.  | ZTK Zvolen                     | 44 | 12 | 11 | 21 | 154:152 | 35     |
| 10. | Slávia Ekonóm Bratislava       | 44 | 14 | 6  | 24 | 174:232 | 34     |
| 11. | ZŤS Martin                     | 44 | 13 | 6  | 25 | 152:191 | 32     |
| 12. | ZVL Skalica                    | 44 | 2  | 3  | 39 | 97:245  | 7      |

## 1. Liga-Qualifikation
Partizán Liptovský Mikuláš und Plastika Nitra nahmen an der Qualifikation zur 1. Liga teil, verpassten aber mit drei respektive vier Siegen den Aufstieg in die erste Spielklasse. Da zudem Slovan Bratislava aus der 1. Liga abstieg, mussten entsprechend zwei Mannschaften aus der 1. SNHL in die 2. SNHL absteigen, um die Teilnehmeranzahl zu erhalten.

## Meisterkader von Partizán Liptovský Mikuláš
- Torhüter: Babura, Petr Ševela, Petőcz
- Verteidiger: Bača, Červeňanský, Drengubiak, Fiala, Farkaš, M.Koniar, Muchy, Štulrajter, Rudolf Záruba
- Angreifer: Cibák, Droppa, Gažo, Juraj Halaj, Jágerský, I. Koniar, Králik, Lištiak, Majdek, Pavol Paukovček, Rakytiak, Jaroslav Spodniak, Šebek, Uličný, Žižka
- Trainerstab: Július Šupler, A. Kalousek